# Berthold-Sakramentar

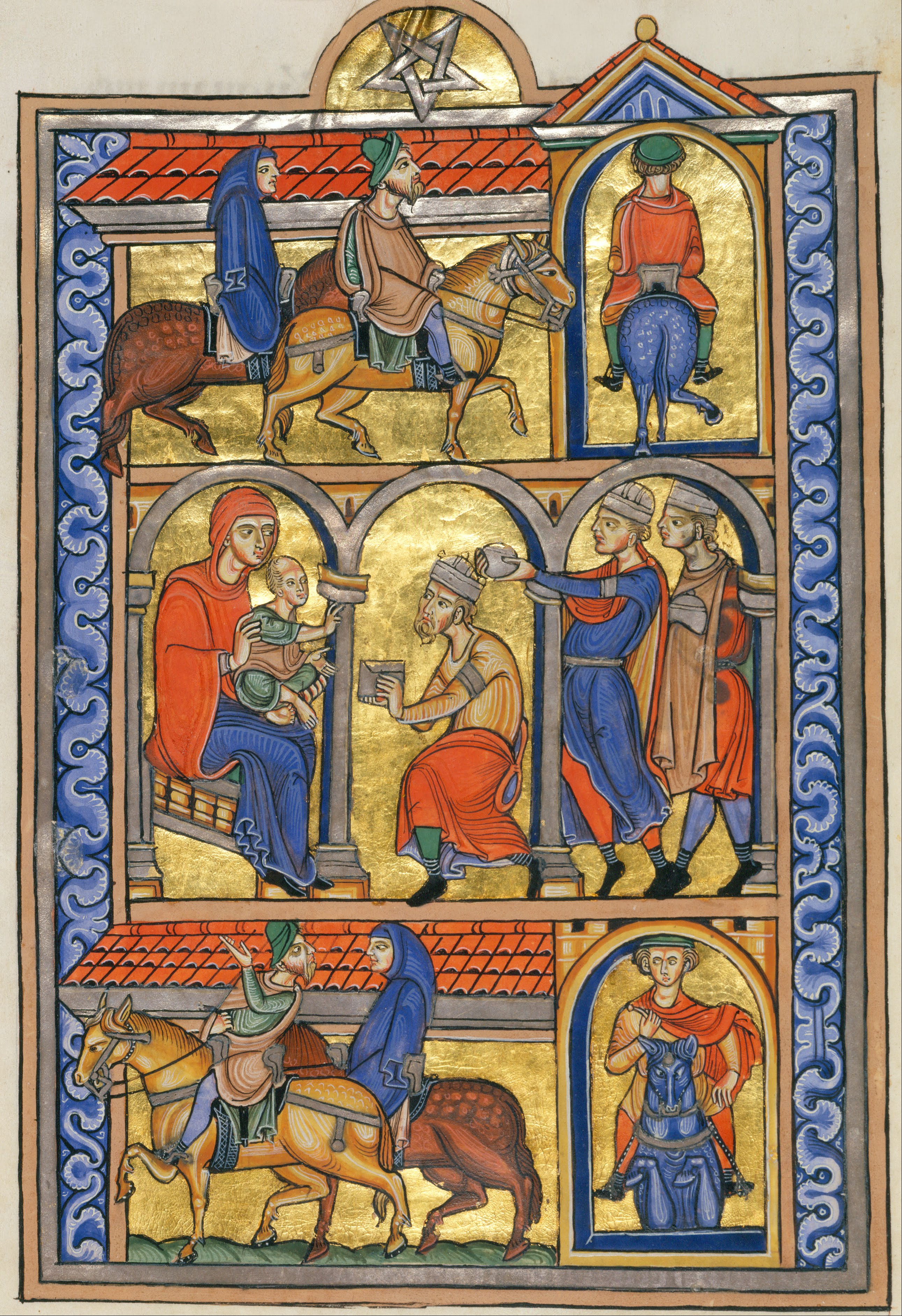
Die Anbetung der heiligen drei Könige. F. 19v des Berthold-Sakramentars

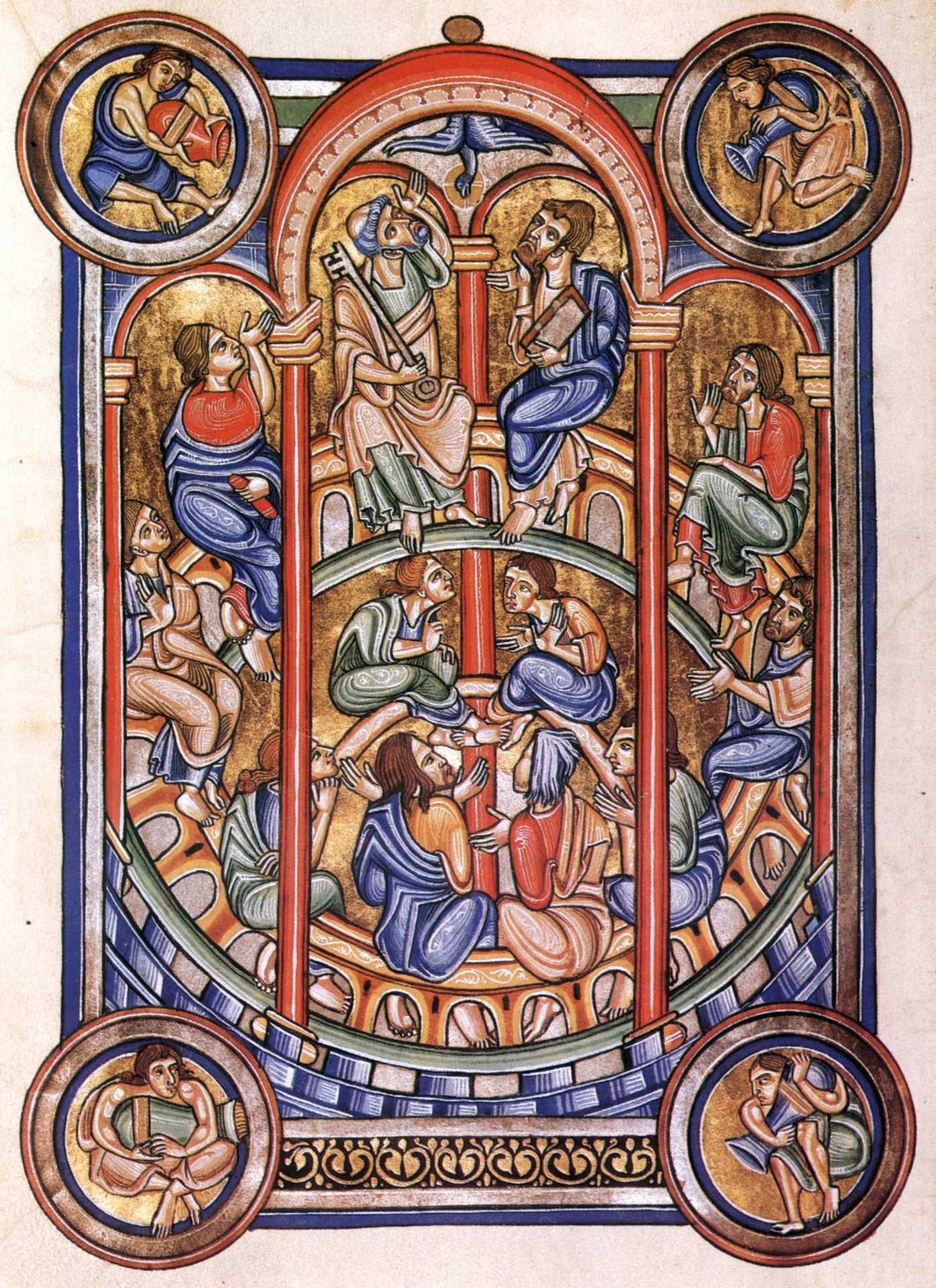
Ausgießung des Heiligen Geistes (Pfingstwunder). F. 64v des Berthold-Sakramentars

Das Berthold-Sakramentar, auch Sakramentar des Abtes Berthold oder früher Berthold-Missale genannt, ist eine illuminierte Handschrift, die im ersten Viertel des 13. Jahrhunderts in der Abtei Weingarten hergestellt wurde. Sie zählt zu den bedeutendsten Werken der deutschen Buchmalerei zur Zeit des Übergangs von der Romanik zur Gotik. Heute wird sie in der Morgan Library in New York unter der Signatur M.710 aufbewahrt.

## Beschreibung
Die Handschrift besteht aus 165 Pergamentblättern im Format 293 × 204 mm, also annähernd so groß wie eine moderne A4-Seite. Die Qualität des Pergaments ist für eine Prachthandschrift bescheiden, zahlreiche Löcher und Fehlstellen wurden ausgebessert und mit mehrfarbigen Fäden vernäht.

### Inhalt
Die Handschrift ist ein Sakramentar, enthält also nicht die gesamten Messtexte, sondern nur die dem Zelebranten einer Messfeier vorbehaltenen Gebete. Die früher verwendete Bezeichnung als Missale ist daher nicht korrekt. Das Berthold-Sakramentar enthält die kanonischen Teile Canon Missae, Heiligenmessen (Sanctorale und Temporale) und Votivmessen. Dem eigentlichen Sakramentar ist ein zwölfseitiges Kalendarium vorangestellt.

### Buchschmuck
Die Handschrift ist außerordentlich reich illuminiert und verschwenderisch mit Gold und Silber ausgestattet. Der Illuminator wird mit dem Notnamen „Berthold-Meister“ bezeichnet, auch andere Weingartner Handschriften werden ihm zugeschrieben. Der Buchschmuck umfasst 21 ganzseitige, 5 halbseitige und 2 kleinere Miniaturen, 6 Zierseiten mit ganzseitigen Initialen sowie zahlreiche kleinere historisierte und ornamentierte Initialen.

### Einband
Der originale Prachteinband aus dem 13. Jahrhundert ist erhalten. Er besteht aus außerordentlich dicken Eichenholzdeckeln (Vorderdeckel: 32 mm, Hinterdeckel: 21 mm), die mit rotem Leder überzogen sind. Der Vorderdeckel ist mit edelsteinbesetzten Reliefs aus Gold- und Silberblech geschmückt. In der Mitte befindet sich eine Darstellung der Madonna mit dem Kind, in den vier Ecken die Evangelisten mit den dazugehörigen Evangelistensymbolen. Oben stehen neben den Evangelisten Johannes und Matthäus die Erzengel Michael und Gabriel. Darunter sind Personifizierungen der Tugenden virginitas (Jungfräulichkeit) und humilitas (Demut) dargestellt. In den untersten beiden Reihen sind die Heiligen Oswald und Martin, die Hauptpatrone des Klosters Weingarten, sowie der heilige Nikolaus und Abt Berthold selbst dargestellt. Alle dargestellten Figuren werden in einer silbernen Zierleiste an den Rändern des Einbandes namentlich bezeichnet.

## Geschichte
Auftraggeber und Stifter der Handschrift ist Abt Berthold, der dem Kloster Weingarten von 1200 bis 1232 vorstand. Auch nach Bertholds Tod im Jahr 1232 verblieb die Handschrift noch jahrhundertelang in Weingarten. Erst 1796 wurde sie kurzfristig zum Schutz vor französischen Truppen in die Abtei St. Peter in Salzburg verlagert, bald aber wieder zurückgebracht.
1803 wurde die Abtei Weingarten säkularisiert, der Besitz des Klosters und damit auch das Berthold-Sakramentar wurde dem Erbprinzen Friedrich Wilhelm von Nassau-Oranien zugesprochen, der die Handschrift nach Fulda verbrachte. Nach der Schlacht bei Jena geriet Fulda 1806 unter französische Verwaltung. Der französische Stadtkommandant M. Niboyet ließ vier der kostbarsten Handschriften beschlagnahmen: Zwei Evangeliare aus dem 11. Jahrhundert, die Judith von Flandern dem Kloster vermacht hatte, das Berthold-Sakramentar und eine weitere Prachthandschrift aus dem 13. Jahrhundert, das Hainricus-Sakramentar, heute als M. 711 in der Morgan Library aufbewahrt. Später tauchten die vier Handschriften im Pariser Antiquariatshandel auf und wurden schließlich 1818 in London von Thomas Coke, dem späteren Earl of Leicester, für 100 Guineen erworben. Bis 1926 verblieben sie im  Besitz der Earls of Leicester und wurden in deren Familiensitz Holkham Hall aufbewahrt. 1926 bot der dritte Earl die Handschriften dem British Museum an, das allerdings den geforderten Preis von 100.000 Pfund nicht aufbringen konnte. Er verkaufte daher alle vier Weingartner Handschriften an John Pierpont Morgan, Jr.